# Anders Rudolf du Rietz
Anders Rudolf du Rietz (uttalas [dyrié]), född den 5 februari 1722, död den 21 oktober 1792 på sin gård Hedensberg i Västmanland , var en svensk friherre, generallöjtnant, landshövding och politiker.

## Bakgrund
du Rietz var son till överstelöjtnanten Carl Magnus du Rietz och dennes hustru grevinnan Ebba Katarina Horn samt dotterson till greve Henning Rudolf Horn.

## Karriär
du Rietz började som fänrik vid Livgardet och skickades med regementet till fronten i Finland under Hattarnas ryska krig. Därefter avancerade han så småningom till major vid Södermanlands regemente och skickades på nytt i strid då han under det pommerska kriget befann sig vid armén i norra Tyskland. Under de två åren (1758–1760) utmärkte sig du Rietz flera gånger. Som befäl över en strövkår överrumplade och intog han skansen Anclamen Feler, skyddade den svenska belägringen av Peenemünde skans och utverkade den fördelaktiga kapitulationen av de preussiska styrkorna vid Demmin genom fältmarskalken Johann von Lehwaldt.
Från 1760 deltog han allt mer i politiken. Han blev känd som en framstående mössa och blev redan under 1760 invald i det Sekreta utskottet, och återigen 1765. Han blev dock inte riksråd även om han blev föreslagen. Under sin politiska karriär hade han samtidigt blivit befordrad till överste och chef för Hälsinge regemente samt sändes kort därpå till det ryska hovet för att överlämna de svenska lyckönskningarna med anledning av Katarina II:s tronbestigning. 1770 befordrades han till generalmajor och 1772 utsågs han till landshövding i Göteborg.
Vid Gustav III:s statsvälvning lyckades han behålla sitt ämbete som landshövding, och han lyckades försona sig med både Gustav III och den nya ordningen som rådde. Han blev belönad för detta och 1776 blev han utnämnd till generallöjtnant och 1778 upphöjdes han i friherrlig värdighet.
Mot slutet av sitt liv smolkades dock hans hittills framstående karriär, då han under Teaterkriget misstänktes och anklagades för slapphet i försvaret av Göteborg mot danska styrkor. Gustav III anlände dock i tid för att rädda staden.

## Övrigt liv
du Rietz gifte sig 1765 med friherrinnan Charlotta De Geer. Med henne fick du Rietz en son, som dock dog utan att lämna några barn. du Rietz dog 1792 på sin egendom Hedensberg i Västmanland.